# Vexilliferidae
A Vexilliferidae az Amoebozoa Dactylopodida csoportjának kládja. Korábban a Gymnamoebiába sorolták, de arról 2003-ban igazolták, hogy nem monofiletikus, mert a Paramoebidae és a Vexilliferidae által alkotott klád 18S rRNS alapján a Gymnamoebia többi ágától külön őssel rendelkezőnek bizonyult. Egyetlen ismert nemzetsége a Vexillifera, de korábban ide tartozott a Neoparamoeba és a Pseudoparamoeba is.:194

## Történet
Elsőként leírt, 2005-től egyetlen nemzetsége a Vexillifera Schaeffer 1926.
F. C. Page írta le a Vexilliferidaet 1987-ben, ekkor és 1991-ben a paraszóma morfológiájára kisebb, a felszíni jellemzőkre nagyobb hangsúlyt helyezett, mikor a mikropikkelyek nélküli, glycostylusokkal borított Paramoeba-fajokat a Neoparamoeba nemzetségbe helyezte, és létrehozta a Vexilliferidaet. Korábban fajait a Mayorellidába sorolták.
2004-ben Thomas Cavalier-Smith a Glycostyleán belül a Vannellidae testvércsoportjába helyezte, és elhagyta a Gymnamoebia használatát. Cavalier-Smith et al. ugyanez évben hozták létre a Discoseát, ahová a Vannellidaet és a Paramoebidaet is sorolták, vagyis e csoport csupasz lebenyes amőbákat tartalmazott lapos mozgó állapottal, a Glycostylida csoportot Flabellinea névre nevezték át, és két csoportot különítettek benne el, ezek a Dactylopodida a Paramoebidae és a Vexilliferidae csoportokkal, és a Vannellida a Vannellidae csoporttal.
Kudrjavcev 2005-ben kimutatta 18S rRNS alapján, hogy az akkori definíció szerinti Vexilliferidae polifiletikus.
A legtöbb molekuláris filogenetikai kutatás 2011-ig a Neoparamoebára irányult, mivel az betegségeket okoz halakban. 2011-ben Kudrjavcev et al. módosították meghatározását, és újra egyesítették a Neoparamoebát a Paramoebával, míg Dyková et al. 3 Vexillifera-fajt írtak le SSU rDNS-filogenetika és -adatbázis-bővítés alapján.
2020-ban Kudrjavcev et al. felfedeztek 3 lehetséges Vexillifera armata-törzset, azonban nem rendelték azonnal hozzá, mivel a V. armata hossz-szélesség aránya és méretei kissé tágabb határok közt voltak, mint Page eredeti, 1979-es leírásában.

## Morfológia
Mozgó formája általában szabálytalan háromszög alakú előre irányuló alappal, széles elülső hialoplazmával és rostos axiális magokkal a daktilopódiumokban és a lebegő állábakban. Számos emésztő űröcskéje van.
A Vexilliferidae nyújtott lapult akantopodiális amőbákból áll egy vagy több hosszú vékony üvegszerű alállábbal, ezek egyes fajokban ritkán alakulnak ki. Sejtfala glycostylusokból áll, ezek lehetnek hengeresek, T alakúak, hatszög alapú hasábok stb.
Granuloplazmája lehet, benne lehetnek kontraktilis vakuólumok. A trofozoita rögzítés előtt és után hasonló alakú.

## Életmód
Vannak amfizoikus (például Vexillifera bacillipedes, Vexillifera expectata) és szabadon élő fajai is.

## Életciklus
Cisztát nem, aggregátumot ritkán képez. Lebegő állapota lehet. Magja membránja magosztódáskor megszűnik, a kromatin szabálytalanul rendeződik el.

## Ökológia
Hűtőtornyok mikrobiomjában előfordul, és a Neptunochlamydia vexilliferae gazdája lehet. Legalább egy faja obligát halofil. Vízi fajai bentikusak.

## Genetika
Legalább egy faja ektoin-hidroxilázának EctA és EctC fehérjéjét egy gén kódolja. II-es típusú zsírsavszintáza vagy poliketidszintáza nincs.

## Filogenetika
A Vexillifera diverzitása jelentősen nőtt az előző 35 millió évben.

## Jelentőség
Nagyobb amőbák táplálékaként használható azok kultúráiban.